# 無声唇歯摩擦音
無声唇歯摩擦音（むせい しんし まさつおん）とは子音の類型の一つ。下唇と上歯で隙間を作って息を吹き込むことで起こる摩擦の音。国際音声字母では [f] と記述される。

## 特徴
- 気流の起こし手 - 肺臓気流機構によって起こる呼気。
- 発声 - 声帯の振動を伴わない無声音。
- 調音
  - 調音位置 - 下唇と上歯による唇歯音。
  - 調音方法
    - 口腔内の気流 - 舌の中央を気流が通る中線音。
    - 調音器官の接近度 - 隙間を作って空気が通りにくくし、そこに呼気を通して生じる摩擦音。
    - 口蓋帆の位置 - 口蓋帆を持ち上げて鼻腔への通路を塞いだ口音。

## 言語例
この音は多くの言語に見ることができる。本来、ヨーロッパの言語に見られる二重音字 ph は日本語のファ行と同じ音素である無声両唇摩擦音 [ɸ] を表すが、現代においては [f] で発音されることが多い。
- 英語 - f または ph で表される。
- ドイツ語 - f または v などで表される。
- 中国語 - f (ピンイン) -ㄈ (注音符号) -風 (fēng) [fɤŋ˥]
- ロシア語 - Фで表される。

## 比較的新しい子音?
ブラージ(2019)は、新石器時代以降柔らかい食べ物に慣れ咀嚼力が落ちたことから上の前歯と下唇との距離が縮まり、fを発音しやすくなったことにより、fの発音が一般化したと結論付けている。彼によると、6000～8000年前の言語（印欧祖語など祖語の時代）にfを有していた言語は3%程度だったが、現代語では76%にまでその割合が高まっているということである。実際、印欧祖語や上古中国語、ウラル祖語にはfは存在しないが、これらの言語の娘言語の多くには存在する。